# Pietrari (Dâmbovița)
Pietrari é uma comuna romena localizada no distrito de Dâmboviţa, na região de Muntênia. A comuna possui uma área de 25.89 km² e sua população era de 2746 habitantes segundo o censo de 2007.